# Luikonlampi
Luikonlampi är en sjö i kommunen Puolango i landskapet Kajanaland i Finland. Arean är 14 hektar och strandlinjen är 2,1 kilometer lång. Sjön  ingår i Kiminge älvs huvudavrinningsområde.   Den ligger omkring 80 kilometer norr om Kajana och omkring 540 kilometer norr om Helsingfors. 